# Irene Moessinger
Irene Moessinger (* 14. Oktober 1949) ist eine deutsche Kulturmanagerin und ehemalige Hausbesetzerin, die als Gründerin und langjährige Chefin des Berliner Tempodroms bekannt wurde.

## Leben
Moessinger wurde als Kind von Wilhelm Moessinger (1919–1972) und Margarete Gräfin zu Lynar (* 1919) geboren. Sie verlebte ihre Kindheit in Südspanien und ihre Jugend am Bodensee, da ihr Vater darauf bestand, die Kinder müssten auf ein deutsches Gymnasium gehen. Ihre Eltern stammen beide aus Pferdezüchterfamilien.
Moessinger wollte zunächst Journalistin werden. Die Ausbildung an der Münchener Journalistenschule gab sie jedoch 1969 nach drei Monaten wieder auf. Anschließend studierte sie in München für ein Jahr Soziologie, Kriminalpädagogik und Jura. Nach einem weiteren Studium der Kunstpädagogik ging Moessinger aus München nach Berlin und lebte in einem besetzten Haus. Sie arbeitete in Zeiten der Berlinzulage jeweils für kurze Zeit in verschiedenen Fabriken, so bei DeTeWe, Schering und in der Textilindustrie.
Nach einer Erkrankung, die einen Krankenhausaufenthalt notwendig machte, entschloss sie sich, Krankenschwester zu werden. Nach ihrer Ausbildung arbeitete sie eine Zeit lang als Fachpflegekraft für Intensivpflege auf einer Intensivstation des Berliner Urban-Krankenhauses.
Sie erhielt 800.000 DM aus dem Erbe ihres Vaters, die sie 1980 in die Gründung des Tempodroms, einer Art alternativem Zirkus in einem Zelt, investierte. Das Tempodrom hatte zunächst seinen Standort in der Nähe des Potsdamer Platzes und zog 1985 in den Berliner Tiergarten. 1995 musste das Tempodrom dem neuen Kanzleramt weichen und erhielt in der Folge einen festen Neubau am Anhalter Bahnhof.
Obschon das Tempodrom-Projekt selber schwarze Zahlen schrieb, meldete der Investor und Haupteigentümer Zahlungsunfähigkeit an, für den Moessinger eine Bürgschaft hinterlegt hatte, die sodann fällig wurde. 2005 trat sie nach dem Verkauf des Projekts durch den Insolvenzverwalter notgedrungen mit ihrem Geschäftspartner Norbert Waehl von der Geschäftsführung des Tempodroms zurück. Nach der Insolvenz des Tempodroms im Jahr 2004 kam es 2007/2008 zu einem langjährigen Prozess wegen vermuteter Untreue gegen Moessinger und ihren Partner Waehl. welcher mit einem Freispruch endete. Nach einem Bericht des Berliner Tagesspiegel lebte Moessinger im Jahr 2008 in Berlin-Neukölln von Arbeitslosengeld II. Nach einer Zeit des Rückzugs entwickelte die damals 60-Jährige innerhalb von drei Jahren eine spezielle therapeutische Arbeit mit Pferden und Menschen.
Moessinger lebt in Berlin und arbeitet im Berliner Umland, wo sie unternehmerisch Pferdetherapien für Kinder und Erwachsene anbietet. Sie ist Mutter der Bildhauerin Katharina Moessinger (* 1974) und hat eine Enkeltochter.
Am 16. August 2018 erschien ihre Autobiografie Berlin liegt am Meer im Berliner Galiani Verlag.

## Werke
- Berlin liegt am Meer, Autobiografie, Galiani, Berlin 2018, 464 S., ISBN 978-3-86971-160-7.